# Pierchowiczi
Pierchowiczi (ros. Перховичи) – wieś (ros. деревня, trb. dieriewnia) w zachodniej Rosji, w osiedlu wiejskim Chochłowskoje rejonu smoleńskiego w obwodzie smoleńskim.

## Geografia
Miejscowość położona jest w dorzeczu Wichry, 3 km od drogi federalnej R135 (Smoleńsk – Krasnyj – Gusino), 14 km od drogi federalnej R120 (Orzeł – Briańsk – Smoleńsk – Witebsk), 20,5 km od drogi magistralnej M1 «Białoruś», 8 km od centrum administracyjnego osiedla wiejskiego (Chochłowo), 24 km od Smoleńska, 14 km od najbliższego przystanku kolejowego (443).

## Demografia
W 2010 r. miejscowość zamieszkiwały 2 osoby.